# 3-metilquercetina 7-O-metiltransferasi
La 3-metilquercetina 7-O-metiltransferasi è un enzima appartenente alla classe delle transferasi, che catalizza la seguente reazione:
S-adenosil-L-metionina + 5,7,3′,4′-tetraidrossi-3-metossiflavone ⇄ S-adenosil-L-omocisteina + 5,3′,4′-triidrossi-3,7-dimetossiflavone
L'enzima è coinvolto, insieme  alla quercetina 3-O-metiltransferasi (numero EC 2.1.1.76) a alla 3,7-dimetilquercetina 4′-O-metiltransferasi (numero EC 2.1.1.83), nella metilazione della quercetina a 3,7,4′-trimetilquercetina in Chrysosplenium americanum. Non agisce sui flavoni, diidroflavonoli, o i loro glucosidi.